# Éric Hélary

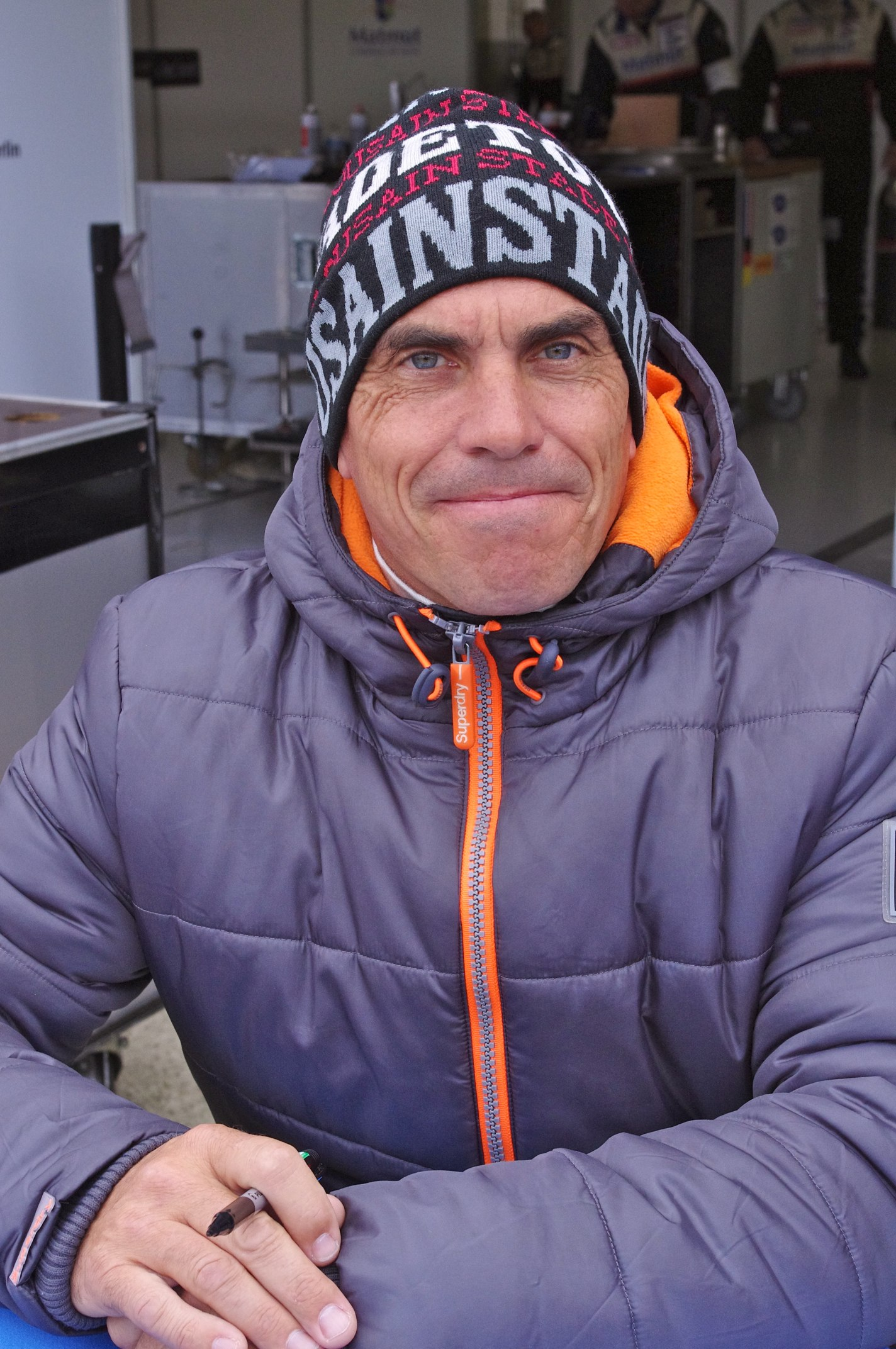
Éric Hélary

Éric Hélary (Parijs, 10 augustus 1966) is een autocoureur uit Frankrijk. Hij is het best bekend door zijn overwinning in de 24 uur van Le Mans in 1993.

## Carrière

### Eenzitters
Hélary begon zijn autosportcarrière in het karting van 1981 tot 1984. In 1987 ging hij rijden in de Franse Formule Ford en won de titel in het volgende jaar. Hierna maakte hij zijn Formule 3-debuut in 1989 in het Franse Formule 3-kampioenschap en won ook hier het volgende jaar de titel. In 1991 eindigde zijn loopbaan in de eenzitters in de Formule 3000.

### Sportwagens
Hélary maakte zijn debuut in de sportwagens in 1992 in de Peugeot Spyder Cup, waar hij het volgende jaar de titel won. In 1993 maakte hij ook zijn debuut in de 24 uur van Le Mans in een fabrieks-Peugeot 905 naast Christophe Bouchut and Geoff Brabham en won meteen de race.
Na een periode in de touring cars keerde Hélary terug in de sportwagens in 1996 in de FIA GT in een Chrysler Viper. Tot 2001 nam hij hierna niet deel in de sportwagens tot een eenmalige terugkeer in de FIA GT. Ook zijn volgende deelname in de sportwagens was eenmalig, in het FIA Sportscar Championship in 2003 in een Pescarolo Courage-Peugeot naast Nicolas Minassian. In 2004 nam hij voor Pescarolo eenmalig deel aan de Le Mans Endurance Series en keerde in 2006 fulltime terug in het kampioenschap.

### Touring cars
Hélary maakte zijn debuut in de touring cars in het Franse Supertourisme-kampioenschap in 1994 voor het fabrieksteam van Opel. Hij werd vijfde in het kampioenschap en verbeterde zichzelf naar de tweede plaats achter Yvan Muller in 1995. In de winter van 1996 stapte hij over naar het ijsracen, waarbij hij deelnam aan de Trophée Andros voor Opel. Hij wist zich goed aan te passen en eindigde als vierde, voordat hij in 1997 als tweede eindigde.
De rest van 1997 werkte Hélary als testrijder voor het Super Tourenwagen Cup-team van BMW en keerde terug naar Opel om twee jaar deel te nemen aan dit kampioenschap. Toen de Deutsche Tourenwagen-Masters terugkeerde in 2000 bleef Hélary voor Opel rijden in dit kampioenschap. In 2002 reed hij opnieuw eenmalig in de DTM en in 2003 keerde hij terug naar de French Supertourisme, waar hij vijfde werd, voordat hij in 2004 en 2005 als tweede eindigde achter Soheil Ayari. In 2005 reed hij ook in één raceweekend van hetWorld Touring Car Championship in een Peugeot 407 voor Peugeot Sport Denmark.
In 2010 stapte Hélary over naar de NASCAR Whelen Euro Series. Hij eindigde zijn eerste seizoen als tweede achter Lucas Lasserre en werd in zijn tweede seizoen kampioen.